# Savannearend
De savannearend (Aquila rapax) is een grote roofvogel uit de familie van de havikachtigen (Accipitridae). Deze roofvogel werd in 1828 door Coenraad Jacob Temminck als Falco rapax geldig beschreven. Het is een kwetsbare soort arend met een grote verspreiding in Afrika en het Indische subcontinent.

## Kenmerken
De savannearend heeft een lichaamslengte van ongeveer 62–72 centimeter en een spanwijdte van 165 tot 185 cm. Deze arend is nauw verwant aan de steppearend. De vogel is kleiner en wat meer gedrongen dan de steppearend. Herkenning van deze arend ten opzichte van steppearend en bastaardarend vergt veel kennis en ervaring. Net als bij andere arendsoorten is deze vogel pas na minstens drie jaar volwassen en doorloopt verschillende stadia met ieder een eigen verenkleed.

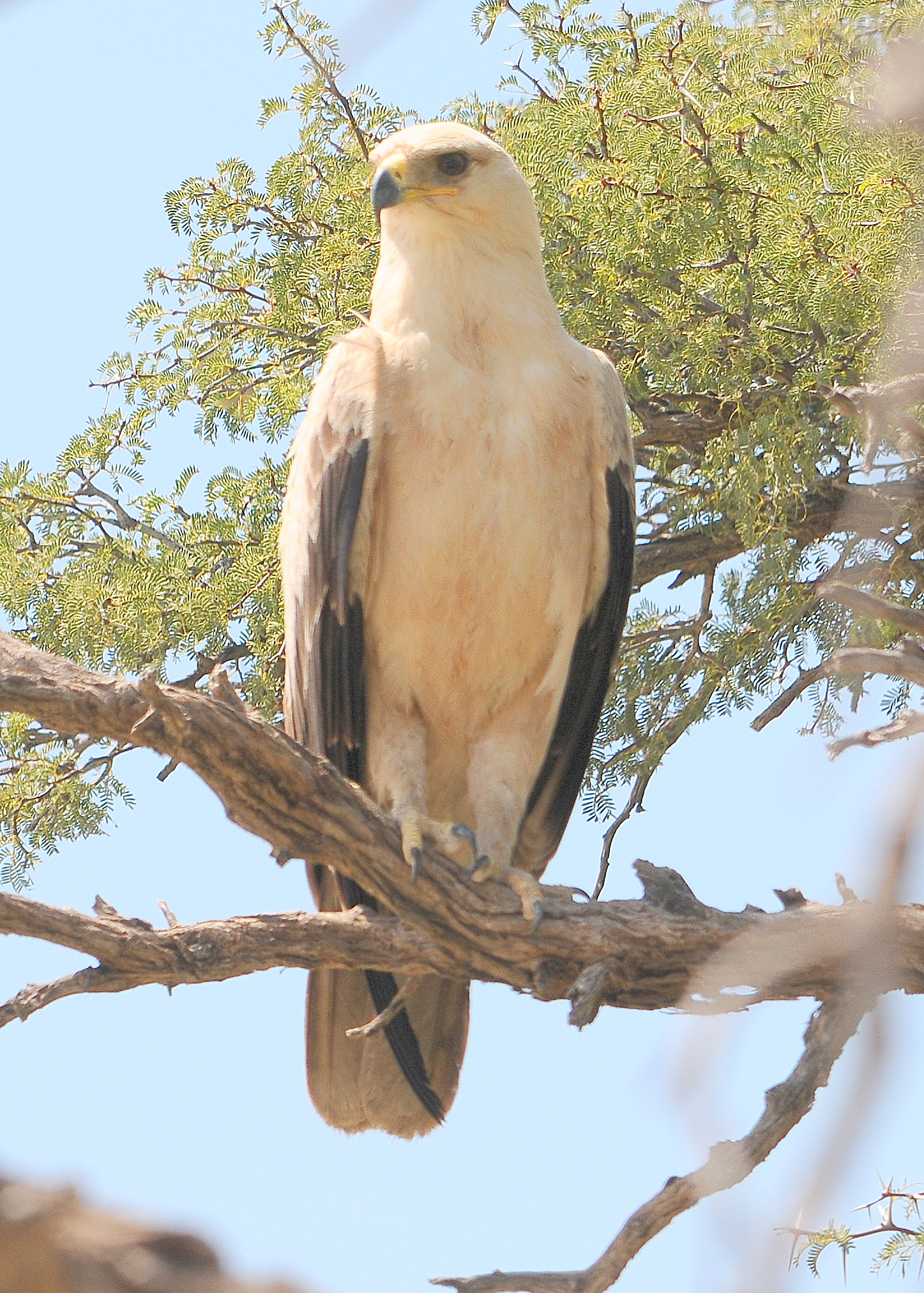
Savannearend in Kgalagadi Transfrontier Park (Botswana)

## Verspreiding en leefgebied
Er zijn drie ondersoorten:
- A. r. vindhiana (Pakistan, India en Nepal)
- A. r. belisarius (Marokko, Algerije, Zuid-Mauritanië tot Ethiopië en het zuidwesten van het Arabisch schiereiland en tot aan Congo-Kinshasa, Oeganda en Kenia)
- A. r. rapax (Zuid-Kenia, Congo-Kinshasa tot Zuid-Afrika)

Het is een standvogel van bossavanne, open landschappen, ook wel agrarisch gebied, steppegebieden in de Afrikaanse grootwildreservaten en in montaan bos.

## Status
De grootte van de populatie is ruw geschat op 100 tot 500 duizend volwassen individuen. Er is aanleiding te veronderstellen dat de soort in aantal achteruit gaat, vooral in Afrika. De savannearend is ook aaseter en daarom kwetsbaar bij het uitleggen van vergiftigd aas om roofdieren te verdelgen. Om deze redenen staat deze arend sinds 2018 als kwetsbaar op de Rode Lijst van de IUCN.